# Robert Luther
| Asteroides descubiertos: 24                                                                 | Asteroides descubiertos: 24 |
| ------------------------------------------------------------------------------------------- | --------------------------- |
| (17) Thetis                                                                                 | 17 de abril de 1852         |
| (26) Proserpina                                                                             | 5 de mayo de 1853           |
| (28) Bellona                                                                                | 1 de marzo de 1854          |
| (35) Leukothea                                                                              | 19 de abril de 1855         |
| (37) Fides                                                                                  | 5 de octubre de 1855        |
| (47) Aglaja                                                                                 | 15 de septiembre de 1857    |
| (50) Virginia [1]                                                                           | 19 de octubre de 1857       |
| (53) Kalypso                                                                                | 4 de abril de 1858          |
| (57) Mnemosyne                                                                              | 22 de septiembre de 1859    |
| (58) Concordia                                                                              | 24 de marzo de 1860         |
| (68) Leto                                                                                   | 29 de abril de 1861         |
| (71) Niobe                                                                                  | 13 de agosto de 1861        |
| (78) Diana                                                                                  | 15 de marzo de 1863         |
| (82) Alkmene                                                                                | 27 de noviembre de 1864     |
| (84) Klio                                                                                   | 25 de agosto de 1865        |
| (90) Antiope                                                                                | 1 de octubre de 1866        |
| (95) Arethusa                                                                               | 23 de noviembre de 1867     |
| (108) Hecuba                                                                                | 2 de abril de 1869          |
| (113) Amalthea                                                                              | 12 de marzo de 1871         |
| (118) Peitho                                                                                | 15 de marzo de 1872         |
| (134) Sophrosyne                                                                            | 27 de septiembre de 1873    |
| (241) Germania                                                                              | 12 de septiembre de 1884    |
| (247) Eukrate                                                                               | 14 de marzo de 1885         |
| (258) Tyche                                                                                 | 4 de mayo de 1886           |
| (288) Glauke                                                                                | 20 de febrero de 1890       |
| [1] descubierto independientemente 15 días antes por James Ferguson, pero reportado primero |                             |

Karl Theodor Robert Luther (16 de abril de 1822 - 15 de febrero de 1900) fue un astrónomo alemán que buscó asteroides mientras trabajaba en Düsseldorf. Dos de sus descubrimientos son ahora conocidos por tener propiedades inusuales: el asteroide binario con componentes iguales (90) Antiope y el de extremadamente lenta rotación (288) Glauke.

## Eponimia
- El cráter Luther[3] en la Luna lleva este nombre en su memoria.
- El asteroide (1303) Luthera también conmemora su nombre.